# Werenoi/Diskografie
Diese Diskografie ist eine Übersicht über die musikalischen Werke des französischen Rappers Werenoi. Den Schallplattenauszeichnungen zufolge hat er bisher mehr als 10,5 Millionen Tonträger verkauft, davon alleine in seiner Heimat über 10,3 Millionen. Seine erfolgreichsten Veröffentlichungen sind die Singles Pyramide, Maudit und Mélanine mit je über 350.000 verkauften Einheiten.

## Alben

### Studioalben
| Jahr | Titel Musiklabel       | Höchstplatzierung, Gesamtwochen, AuszeichnungChartplatzierungen (Jahr, Titel, Musiklabel, Platzierungen, Wochen, Auszeichnungen, Anmerkungen) | Höchstplatzierung, Gesamtwochen, AuszeichnungChartplatzierungen (Jahr, Titel, Musiklabel, Platzierungen, Wochen, Auszeichnungen, Anmerkungen) | Höchstplatzierung, Gesamtwochen, AuszeichnungChartplatzierungen (Jahr, Titel, Musiklabel, Platzierungen, Wochen, Auszeichnungen, Anmerkungen) | Anmerkungen                              |
| Jahr | Titel Musiklabel       | FR | BEW | CH | Anmerkungen                              |
| ---- | ---------------------- | --- | --- | --- | ---------------------------------------- |
| 2022 | Telegram PLR Music     | FR15 ×2Doppelplatin · (… Wo.)FR | BEW10 (… Wo.)BEW | CH99 (1 Wo.)CH | Erstveröffentlichung: 3. Juni 2022       |
| 2023 | Carré PLR Music        | FR1 ×3Dreifachplatin · (… Wo.)FR | BEW2 (… Wo.)BEW | CH3 (65 Wo.)CH | Erstveröffentlichung: 10. März 2023      |
| 2023 | Telegram 2 PLR Music   | FR1 Platin · (… Wo.)FR | BEW4 (62 Wo.)BEW | CH7 (5 Wo.)CH | Erstveröffentlichung: 22. September 2023 |
| 2024 | Pyramide PLR Music     | FR2 Platin · (… Wo.)FR | BEW1 (… Wo.)BEW | CH1 (41 Wo.)CH | Erstveröffentlichung: 16. Februar 2024   |
| 2024 | Pyramide 2 PLR Music   | FR1 ×3Dreifachplatin · (… Wo.)FR | BEW2 (… Wo.)BEW | CH2 (6 Wo.)CH | Erstveröffentlichung: 18. Oktober 2024   |
| 2025 | Diamant noir PLR Music | FR1 Platin · (… Wo.)FR | BEW1 (… Wo.)BEW | CH1 (10 Wo.)CH | Erstveröffentlichung: 11. April 2025     |

## Singles

### Als Leadmusiker
| Jahr | Titel Album                     | Höchstplatzierung, Gesamtwochen, AuszeichnungChartplatzierungen (Jahr, Titel, Album, Platzierungen, Wochen, Auszeichnungen, Anmerkungen) | Höchstplatzierung, Gesamtwochen, AuszeichnungChartplatzierungen (Jahr, Titel, Album, Platzierungen, Wochen, Auszeichnungen, Anmerkungen) | Höchstplatzierung, Gesamtwochen, AuszeichnungChartplatzierungen (Jahr, Titel, Album, Platzierungen, Wochen, Auszeichnungen, Anmerkungen) | Anmerkungen                                                  |
| Jahr | Titel Album                     | FR | BEW | CH | Anmerkungen                                                  |
| --- | ------------------------------- | --- | --- | --- | ------------------------------------------------------------ |
| 2021 | La league –                     | FR54 Platin · (59 Wo.)FR | — | — | Erstveröffentlichung: 3. März 2021 Charteinstieg FR: 2023    |
| 2021 | Scarface –                      | FR146 Diamant · (13 Wo.)FR | — | — | Erstveröffentlichung: 18. August 2021 Charteinstieg FR: 2023 |
| 2022 | Balmain Telegram                | FR— GoldFR | — | — | Erstveröffentlichung: 11. Mai 2022                           |
| 2022 | Solitaire Telegram              | FR38 Diamant · (119 Wo.)FR | — | — | Erstveröffentlichung: 8. August 2022                         |
| 2022 | Selfie Telegram                 | FR15 Platin · (19 Wo.)FR | — | — | Erstveröffentlichung: 23. September 2022 feat. Maes          |
| 2022 | Ordinateur Telegram             | FR94 (2 Wo.)FR | — | — | Erstveröffentlichung: 28. Oktober 2022                       |
| 2022 | All Eyes On Me Telegram         | FR111 Diamant · (19 Wo.)FR | — | — | Erstveröffentlichung: 1. Dezember 2022                       |
| 2023 | 3 singes Telegram               | FR6 Diamant · (24 Wo.)FR | BEW47 (1 Wo.)BEW | — | Erstveröffentlichung: 10. Februar 2023 feat. Ninho           |
| 2023 | 10.03.2023 Carré                | FR11 Diamant · (64 Wo.)FR | — | — | Erstveröffentlichung: 23. Februar 2023                       |
| 2024 | 16.02.2024 Pyramide 2           | FR8 Platin · (14 Wo.)FR | BEW27 (3 Wo.)BEW | — | Erstveröffentlichung: 7. Februar 2024                        |
| 2024 | Pétunias Pyramide • Pyramide 2  | FR6 Diamant · (… Wo.)FR | BEW26 (4 Wo.)BEW | CH86 (1 Wo.)CH | Erstveröffentlichung: 4. Oktober 2024                        |
| 2025 | 11.04.2025 Diamant noir         | FR23 (4 Wo.)FR | — | — | Erstveröffentlichung: 7. April 2025                          |
| 2025 | Piano –                         | FR2 Platin · (… Wo.)FR | BEW13 (… Wo.)BEW | CH26 (… Wo.)CH | Erstveröffentlichung: 2. Mai 2025 feat. Gims                 |
| Folgende Lieder erschienen nicht als Single, wurden aber durch das Album zum Download und Streaming bereitgestellt und konnten somit eine Platzierung erlangen: |                                 | | | |                                                              |
| |                                 | | | |                                                              |
| 2023 | Ciao Carré                      | FR3 Diamant · (43 Wo.)FR | BEW46 (1 Wo.)BEW | CH69 (1 Wo.)CH | feat. Ninho                                                  |
| 2023 | Escorte Carré                   | FR6 Platin · (24 Wo.)FR | — | — | feat. PLK                                                    |
| 2023 | Tout seul Carré                 | FR9 Platin · (21 Wo.)FR | — | — | feat. Tiakola                                                |
| 2023 | Laboratoire Carré               | FR16 Diamant · (67 Wo.)FR | BEW48 (1 Wo.)BEW | — |                                                              |
| 2023 | Figaro Carré                    | FR22 (3 Wo.)FR | — | — |                                                              |
| 2023 | Grisaille Carré                 | FR23 Platin · (16 Wo.)FR | — | — |                                                              |
| 2023 | Intro Rolex Carré               | FR28 (2 Wo.)FR | — | — |                                                              |
| 2023 | Maison hantée Carré             | FR29 Gold · (3 Wo.)FR | — | — |                                                              |
| 2023 | Vroum vroum Carré               | FR31 Gold · (10 Wo.)FR | — | — |                                                              |
| 2023 | Virus Carré                     | FR45 Gold · (3 Wo.)FR | — | — |                                                              |
| 2023 | Nos labels c’est du papel Carré | FR46 (3 Wo.)FR | — | — | feat. Lacrim                                                 |
| 2023 | Chemin d’or Carré               | FR13 Diamant · (… Wo.)FR | — | CH64 (2 Wo.)CH |                                                              |
| 2023 | L’ancien Carré                  | FR67 (2 Wo.)FR | — | — |                                                              |
| 2023 | Satan 2 Carré                   | FR73 (2 Wo.)FR | — | — |                                                              |
| 2023 | Boussole Carré                  | FR79 (2 Wo.)FR | — | — |                                                              |
| 2023 | Salaire Carré                   | FR81 (2 Wo.)FR | — | — |                                                              |
| 2023 | Rude Boy Carré                  | FR84 (2 Wo.)FR | — | — |                                                              |
| 2023 | Magot Telegram 2                | FR3 Gold · (10 Wo.)FR | BEW28 (2 Wo.)BEW | CH36 (1 Wo.)CH | Charteinstieg: 29. September 2023 feat. Sch                  |
| 2023 | Rolls Royce Telegram 2          | FR9 (4 Wo.)FR | — | — | Charteinstieg: 29. September 2023                            |
| 2023 | CR Telegram 2                   | FR10 (5 Wo.)FR | — | — | Charteinstieg: 29. September 2023                            |
| 2023 | Bang Telegram 2                 | FR12 (4 Wo.)FR | — | — | Charteinstieg: 29. September 2023                            |
| 2023 | Mauvaise Telegram 2             | FR13 Diamant · (33 Wo.)FR | — | — | Charteinstieg: 29. September 2023                            |
| 2023 | 3x filtré Telegram 2            | FR17 Gold · (4 Wo.)FR | — | — | Charteinstieg: 29. September 2023                            |
| 2023 | Tu connais Telegram 2           | FR18 Diamant · (93 Wo.)FR | BEW41 (8 Wo.)BEW | — | Charteinstieg: 29. September 2023                            |
| 2023 | Les codes Telegram 2            | FR19 (3 Wo.)FR | — | — | Charteinstieg: 29. September 2023                            |
| 2024 | Pyramide                        | FR1 Diamant · (62 Wo.)FR | BEW3 Platin · (13 Wo.)BEW | CH8 (5 Wo.)CH | feat. Damso                                                  |
| 2024 | Maudit Pyramide                 | FR6 Diamant · (58 Wo.)FR | BEW20 Platin · (8 Wo.)BEW | CH48 (4 Wo.)CH | feat. Hamza                                                  |
| 2024 | Dans un verre Pyramide          | FR5 Platin · (38 Wo.)FR | BEW39 Gold · (1 Wo.)BEW | CH69 (1 Wo.)CH | feat. SDM                                                    |
| 2024 | Animal Pyramide                 | FR8 Gold · (6 Wo.)FR | — | — |                                                              |
| 2024 | Location Pyramide               | FR10 Platin · (12 Wo.)FR | BEW— GoldBEW | — |                                                              |
| 2024 | Téléphérique Pyramide           | FR11 Gold · (7 Wo.)FR | — | — |                                                              |
| 2024 | La vie de star Pyramide         | FR15 Gold · (5 Wo.)FR | — | — | feat. Maes & Sch                                             |
| 2024 | Chaleur Pyramide                | FR19 Gold · (10 Wo.)FR | — | — | feat. Aya Nakamura                                           |
| 2024 | Intro Morphée Pyramide          | FR28 (3 Wo.)FR | — | — |                                                              |
| 2024 | Témoin Pyramide                 | FR31 (3 Wo.)FR | — | — |                                                              |
| 2024 | FBI Pyramide                    | FR32 (4 Wo.)FR | — | — |                                                              |
| 2024 | FAF Pyramide                    | FR38 Gold · (6 Wo.)FR | — | — |                                                              |
| 2024 | Casse Bélier Pyramide           | FR44 (3 Wo.)FR | — | — |                                                              |
| 2024 | Chemin de diamant Pyramide      | FR50 (3 Wo.)FR | — | — |                                                              |
| 2024 | Je suis en moto Pyramide        | FR51 (2 Wo.)FR | — | — |                                                              |
| 2024 | Picasso Pyramide                | FR60 (2 Wo.)FR | — | — |                                                              |
| 2024 | Vulgaire Telegram               | FR151 Gold · (5 Wo.)FR | — | — |                                                              |
| 2024 | La famine Pyramide 2            | FR10 Gold · (7 Wo.)FR | BEW35 (2 Wo.)BEW | CH73 (1 Wo.)CH | Charteinstieg: 25. Oktober 2024 feat. Gazo                   |
| 2024 | C63 Pyramide 2                  | FR17 Gold · (6 Wo.)FR | — | — | Charteinstieg: 25. Oktober 2024                              |
| 2024 | En pétard Pyramide 2            | FR25 (3 Wo.)FR | — | — | Charteinstieg: 25. Oktober 2024 feat. PLK                    |
| 2024 | Alpha Pyramide 2                | FR48 (2 Wo.)FR | — | — | Charteinstieg: 25. Oktober 2024                              |
| 2024 | Moteur brûlant Pyramide 2       | FR49 (2 Wo.)FR | — | — | Charteinstieg: 25. Oktober 2024                              |
| 2024 | Emelyne Pyramide 2              | FR51 (2 Wo.)FR | — | — | Charteinstieg: 25. Oktober 2024                              |
| 2024 | Vermine Pyramide 2              | FR52 (1 Wo.)FR | — | — | Charteinstieg: 25. Oktober 2024                              |
| 2024 | Malus Pyramide 2                | FR63 (1 Wo.)FR | — | — | Charteinstieg: 25. Oktober 2024                              |
| 2024 | L’or et la pierre Pyramide 2    | FR70 (1 Wo.)FR | — | — | Charteinstieg: 25. Oktober 2024                              |
| 2024 | 6 étoiles Pyramide 2            | FR81 (1 Wo.)FR | — | — | Charteinstieg: 25. Oktober 2024                              |
| 2024 | 5 étoiles Pyramide 2            | FR84 (1 Wo.)FR | — | — | Charteinstieg: 25. Oktober 2024                              |
| 2024 | Oméga Pyramide 2                | FR105 (2 Wo.)FR | — | — | Charteinstieg: 25. Oktober 2024                              |
| 2024 | Balkans Pyramide 2              | FR111 (1 Wo.)FR | — | — | Charteinstieg: 25. Oktober 2024                              |
| 2024 | Location Pyramide 2             | FR191 (1 Wo.)FR | — | — | Charteinstieg: 25. Oktober 2024                              |
| 2025 | Triple V Diamant noir           | FR1 Platin · (… Wo.)FR | BEW6 (7 Wo.)BEW | CH11 (3 Wo.)CH | feat. Damso & Ninho                                          |
| 2025 | Poney Diamant noir              | FR5 Platin · (… Wo.)FR | BEW17 (8 Wo.)BEW | CH35 (5 Wo.)CH |                                                              |
| 2025 | Jalouse Diamant noir            | FR7 Gold · (11 Wo.)FR | BEW37 (2 Wo.)BEW | CH51 (1 Wo.)CH | feat. SDM & Vacra                                            |
| 2025 | Dispense Diamant noir           | FR11 (7 Wo.)FR | — | — |                                                              |
| 2025 | Riri Diamant noir               | FR13 (5 Wo.)FR | — | — |                                                              |
| 2025 | Colisée Diamant noir            | FR14 (5 Wo.)FR | — | — |                                                              |
| 2025 | First Diamant noir              | FR18 (7 Wo.)FR | — | — |                                                              |
| 2025 | Diamant noir                    | FR22 (3 Wo.)FR | — | — |                                                              |
| 2025 | Industry Plant Diamant noir     | FR29 (3 Wo.)FR | — | — |                                                              |
| 2025 | Embouteillé Diamant noir        | FR30 (2 Wo.)FR | — | — |                                                              |
| 2025 | Gulfstream Diamant noir         | FR38 (2 Wo.)FR | — | — | feat. Gunna                                                  |
| 2025 | FTR Diamant noir                | FR40 (2 Wo.)FR | — | — | feat. Lil Tjay                                               |
| 2025 | Faillite Diamant noir           | FR44 (2 Wo.)FR | — | — |                                                              |
| 2025 | Titanic Diamant noir            | FR52 (2 Wo.)FR | — | — |                                                              |
| 2025 | Clair de lune Diamant noir      | FR54 (2 Wo.)FR | — | — | feat. Kalash                                                 |
| 2025 | Jamal Telegram                  | FR197 Gold · (1 Wo.)FR | — | — |                                                              |

### Als Gastmusiker
| Jahr | Titel Album                            | Höchstplatzierung, Gesamtwochen, AuszeichnungChartplatzierungen (Jahr, Titel, Album, Platzierungen, Wochen, Auszeichnungen, Anmerkungen) | Höchstplatzierung, Gesamtwochen, AuszeichnungChartplatzierungen (Jahr, Titel, Album, Platzierungen, Wochen, Auszeichnungen, Anmerkungen) | Höchstplatzierung, Gesamtwochen, AuszeichnungChartplatzierungen (Jahr, Titel, Album, Platzierungen, Wochen, Auszeichnungen, Anmerkungen) | Anmerkungen                                                                |
| Jahr | Titel Album                            | FR | BEW | CH | Anmerkungen                                                                |
| --- | -------------------------------------- | --- | --- | --- | -------------------------------------------------------------------------- |
| 2023 | Ali Fracturé                           | FR59 (3 Wo.)FR | — | — | Erstveröffentlichung: 19. Mai 2023 Rimkus feat. Werenoi, Lacrim & Mac Tyer |
| 2024 | Mélanine LVDR                          | FR3 Diamant · (37 Wo.)FR | BEW29 Platin · (8 Wo.)BEW | — | Erstveröffentlichung: 3. Mai 2024 Heuss l’Enfoiré feat. Werenoi            |
| 2025 | Performante Kintsugi                   | FR66 (3 Wo.)FR | — | — | Erstveröffentlichung: 26. Februar 2025 Dinos feat. Werenoi                 |
| 2025 | Boss –                                 | FR24 (7 Wo.)FR | BEW45 (1 Wo.)BEW | CH89 (1 Wo.)CH | Erstveröffentlichung: 10. April 2025 No Limit feat. Werenoi & Dystinct     |
| Folgende Lieder erschienen nicht als Single, wurden aber durch das Album zum Download und Streaming bereitgestellt und konnten somit eine Platzierung erlangen: |                                        | | | |                                                                            |
| |                                        | | | |                                                                            |
| 2021 | Senor de los gallos Persona Non Grata  | FR88 Gold · (1 Wo.)FR | — | — | Lacrim feat. Werenoi                                                       |
| 2022 | La vie de Cesar Trop tôt pour mourir   | FR69 (2 Wo.)FR | — | — | Dosseh feat. Werenoi                                                       |
| 2023 | Photo Lueur & espoir                   | FR37 Gold · (2 Wo.)FR | — | — | Hös Copperfield feat. Werenoi                                              |
| 2024 | Under amour Mode opératoire – Volume 1 | FR19 (4 Wo.)FR | BEW— GoldBEW | — | Zkr feat. Werenoi                                                          |
| 2024 | Carré d’as Fracturé                    | FR166 (1 Wo.)FR | — | — | Rimkus feat. Werenoi                                                       |
| 2024 | Cordillère La vie continue             | FR22 Platin · (28 Wo.)FR | — | — | Maes feat. Werenoi                                                         |
| 2024 | Metallica À la vie à la mort           | FR4 Platin · (11 Wo.)FR | BEW27 Gold · (3 Wo.)BEW | CH36 (1 Wo.)CH | SDM feat. Werenoi                                                          |
| 2025 | Saison Dans la tempête                 | FR22 (… Wo.)FR | — | — | HMZ feat. Werenoi                                                          |
| 2025 | Dragons Mania                          | FR6 (… Wo.)FR | BEW17 (… Wo.)BEW | CH44 (1 Wo.)CH | Hamza feat. Werenoi                                                        |

## Statistik

### Chartauswertung
|                     | FR    | BEW     | CH    |
| ------------------- | ----- | ------- | ----- |
| Nummer-eins-Alben   | FR4FR | BEW2BEW | CH2CH |
| Top-10-Alben        | FR5FR | BEW5BEW | CH5CH |
| Alben in den Charts | FR6FR | BEW6BEW | CH6CH |

|                       | FR     | BEW      | CH     |
| --------------------- | ------ | -------- | ------ |
| Nummer-eins-Singles   | FR2FR  | BEW—BEW  | CH—CH  |
| Top-10-Singles        | FR22FR | BEW1BEW  | CH1CH  |
| Singles in den Charts | FR97FR | BEW19BEW | CH15CH |

### Auszeichnungen für Musikverkäufe
| Goldene Schallplatte - Frankreich - 2024: für das Lied Tucibi - 2024: für das Lied Déjà vu - 2024: für das Lied Crédibilité |

Anmerkung: Auszeichnungen in Ländern aus den Charttabellen bzw. Chartboxen sind in ebendiesen zu finden.
| Land/RegionAuszeichnungen für Musikverkäufe (Land/Region, Auszeichnungen, Verkäufe, Quellen) | Gold       | Platin       | Diamant       | Verkäufe   | Quellen         |
| -------------------------------------------------------------------------------------------- | ---------- | ------------ | ------------- | ---------- | --------------- |
| Belgien (BRMA)                                                                               | 4× Gold4   | 3× Platin3   | —             | 100.000    | ultratop.be     |
| Frankreich (SNEP)                                                                            | 21× Gold21 | 26× Platin26 | 14× Diamant14 | 10.466.662 | snepmusique.com |
| Insgesamt                                                                                    | 25× Gold25 | 27× Platin27 | 14× Diamant14 |            |                 |